# Nana (manga)
Nana (japonès: ナナ) és un manga Josei creat per la dibuixant Ai Yazawa, serialitzat a la revista Cookie i publicat per Shueisha. Els 12 primers volums de la sèrie han venut més de 22 milions de còpies.
La història té dues personatges principals que comparteixen el mateix nom, Nana. Totes dues tenen una personalitat molt diferent. La primera, la Nana Komatsu, té la innocència d'una nena i mai pot mantenir el control sobre la realitat, i la Nana Osaki és una cantant de punk que té una forta personalitat. Tant la Nana Osaki com els seus companys de grup tenen una gran influència dels Sex Pistols, un fins i tot és la imatge de Sid Vicious (Ren Honjo). La història de Nana gira entorn de la relació romàntica i les relacions dels dos personatges, en què una cerca la fama i el reconeixement, mentre que l'altra cerca amor i felicitat.
El manga consta de 21 volums, i la sèrie encara continua oberta, ja que l'autora va estar malalta i no va poder continuar el manga, que a hores d'ara segueix aturat. A finals d'abril del 2010, l'autora va sortir de l'hospital i va dir que no sabia si continuaria o no el manga i, si ho fes, no sabria quan. El 2024, Planeta Cómic va anunciar que editaria el manga en català fins on hi ha escrit, en una edició de 7 volums.
La sèrie va ser adaptada a dues pel·lícules el 2005 i 2006 respectivament. La primera pel·lícula és protagonitzada per les actrius Aoi Miyazaki i Mika Nakashima com a Nana Komatsu i Nana Osaki respectivament. A la seqüela Mika Nakashima va tornar a fer el seu paper com a Nana Osaki i Yui Ichikawa va ser qui va interpretar la Nana Komatsu.
També va ser adaptada una sèrie d'anime de 47 capítols (més tres especials resum), la qual es va estrenar a la televisió japonesa el 5 d'abril de 2006. La sèrie va ser emesa al Canal 3XL.

## Argument
La Nana Osaki és una cantant punk que l'únic que desitja és poder debutar i superar la banda Trapnest, en la qual el seu ex promès Ren Honjou toca la guitarra. Nana i Ren van estar dins de la mateixa banda en el passat, els Blast (Black Stones) (també coneguts com a Blast per escurçar el nom), però tot això va acabar quan li van oferir al Ren l'oportunitat d'unir-se a la popular banda Trapnest, pel que abandona Blast per dirigir-se a Tòquio amb la seva nova banda. La Nana Osaki prefereix no anar a Tòquio amb ell perquè les seves oportunitats de fer-se una cantant popular disminuirien. Finalment, decideix quedar-se amb els seus.
La Nana Komatsu per la seva banda, és cridada per la Nana Osaki Hachi (Vuit en japonès), la qual cosa deriva de Hachiko, un gosset molt famós al Japó, i la considera com un petit cadellet, molt lleial cap als que es preocupen per ella, però exigint molta atenció al seu entorn. Tota la seva vida la Nana Komatsu, va viure de forma molt mimada, sobreprotegida i on molt poques vegades havia de pensar per ella mateixa. Amb l'hàbit d'enamorar-se a primera vista de qualsevol, la Hachi sempre depèn d'una altra persona perquè l'ajudi a posar els peus a terra, sobretot la seva amiga d'institut, la Junko Saotome anomenada Jun. Temps després la seva amiga Junko ha de deixar la Hachi per anar a una universitat d'art a Tòquio. La Hachi desesperadament va voler seguir-la i aprofitar per veure el seu nòvio Shouji a Tòquio, però no tenia cap mitjà per poder viure-hi o poder establir-se. Malgrat tot, després de treballar molt sola, finalment aconsegueix estalviar prou per poder mudar-se i començar la seva vida independentment.
La Hachi veu per primera vegada la Nana Osaki al tren que va cap a Tòquio. Allà comencen a conversar i després de nombroses coincidències que van passant, especialment que tenen a veure amb el número set, decideixen llogar un pis juntes. Tot i que les seves personalitats contrasten notablement una vegada que es coneixen, tant la Nana Osaki com la "Hachi" comencen a respectar-se i agradar mútuament arribant a tenir una gran amistat.
Mentrestant, els Black Stones, tornen a reunir-se amb nou baixista (Shinichi Okazaki) degut a la manca d'en Ren, i comencen a fer-se populars en concerts als suburbis de Tòquio tocant en algun bar.
La sèrie relata la relació d'aquestes dues noies, a través de les seves inquietuds: el seu passat, els seus xicots, com se'n surten vivint, i una passió comuna: els Blast (Black Stones), el grup del qual la Nana Ôsaki n'és la solista principal i del qual la Nana Komatsu n'esdevé seguidora incondicional.

## Personatges
Nana Komatsu (Hachiko): També coneguda com a Hachi, és molt extravertida, xerraire, inquieta, impacient, supersticiosa (al principi de la sèrie només parla del gran rei malvat), alegre, una mica egoista i indecisa. És una noia de poble petit que es trasllada a Tòquio per començar una nova vida amb el seu xicot. Coincideix en un tren amb la Nana Osaki, i això marca els seus destins. És una persona que s'enamora molt fàcilment.
Nana Osaki: L'altra protagonista és la vocalista dels Blast (Black Stones), i a més toca la guitarra fora del grup. Està enamorada d'en Ren. Va tenir una infància molt dura: la seva mare la va abandonar i la va haver de cuidar la seva àvia. Aparentment és una persona molt forta i decidida però en realitat és una persona molt insegura que se sent trista i una mica obsessiva pel que fa als pocs amics que té, perquè té por de perdre'ls.
Yasushi Takagi (Yasu): És el líder de Black Stones i també el bateria. Estima el grup com si fossin els seus fills. Va tenir un romanç amb la Leyla i és un gran amic d'en Ren des que es van conèixer a l'orfenat. El va adoptar una família adinerada. És advocat.
Nobuo Terashima (Nobu): És el guitarrista i compositor de Black Stones i amic de la Nana Osaki des de l'institut. Podria haver tingut una vida acomodada a casa dels pares, però ell s'estima més continuar amb el grup. És l'únic membre de la banda que no fuma, però mai no es resisteix a l'alcohol, cosa que ajuda a explicar secrets de tota classe a tothom. Està enamorat de la Hachiko.
Shinichi Okazaki (Shin): És el baixista de Black Stones, té 15 anys, però malgrat la seva edat és molt madur. La Hachi és com la seva mare, ja que sempre el cuida. Es va escapar de casa per entrar al grup, al qual va poder entrar per un cartell que va posar la Hachi fora de la botiga en què treballava. Viu en un pis amb en Nobu i es prostitueix. Està enamorat de Leyla.
Leyla Serizawa (Reira): És la vocalista i la compositora de lletres de cançons de Trapnest. És mig estrangera, però per semblar que tot el grup era nascut al Japó es va canviar el nom a Reira. En aparença és un personatge atractiu, madur i seductor, però en realitat és molt dolça, i potser la seva innocència llinda la immaduresa. Té un romanç amb en Shin.
Ren Honjo: És el guitarrista de Trapnest, i el seu compositor de cançons. Manté una relació amorosa amb la Nana Osaki. Abans havia sigut el baixista dels Black Stones, i havia viscut en un orfenat.
Takumi Ichinose: És el baixista de Trapnest, és el líder del grup i fa els arranjaments musicals a les cançons compostes per en Ren. Prové d'una família trencada. Amb la mort de la seva mare per una llarga malaltia, el seu pare va començar a beure convertint-se en un alcohòlic, per la qual cosa es va refugiar en la música. És elegant i fred, considerat també un play boy. Mai no li caigut bé a la Nana Osaki.
Naoki Fujieda: El bateria de Trapnest, de 23 anys, és el personatge més informal de la sèrie. És molt innocent, però de vegades canvia dràsticament a un personatge molt seductor. Conegut com el Ros.
Shoji Endo: Va ser el xicot de la Hachiko al principi de l'anime, però per coses de la vida ell acaba enamorant-se de la Sachiko, una noia que treballava en el mateix lloc que ell i fins i tot van a la mateixa universitat.

## Obra

### Manga
Escrit i il·lustrat per Ai Yazawa, els diferents capítols de Nana es van publicar a la revista Cookie durant el 2000, on va continuar fins al juny de 2009, quan es va aturar la sèrie per malaltia de l'autora. En sortir de l'hospital a principis d'abril de 2010, Yazawa no ha especificat si reprendrà el manga o no. S'han publicat 21 volums de la sèrie editats per Shueisha.
Al 30 Manga Barcelona, Planeta Cómic va anunciar que editaria el manga en català fins on hi ha escrit, en una edició de 7 volums. Finalment, es va començar a publicar el 2 d'abril de 2025.

### Pel·lícules

#### Nana
El primer live action de Nana va emetre's el 3 de setembre del 2005. Amb les actrius Mika Nakashima com la punk Nana Osaki, i Aoi Miyazaki com a Hachi (Nana Komatsu). A la pel·lícula li va anar molt bé a la taquilla japonesa, guanyant en total més de 4 mil milions de iens. Va estar en els 10 primers llocs diverses setmanes.
Repartiment
- Nana Komatsu: Aoi Miyazaki
- Nana Osaki: Mika Nakashima
- Ren Honjo: Ryuhei Matsuda
- Takumi Ichinose: Tetsuji Tamayama
- Shinichi Okazaki (Shin): Kenichi Matsuyama
- Nobuo Terashima (Nobu): Hiroki Narimiya
- Reira Serizawa: Yuna Ito
- Sachiko Kawamura: Saeko
- Yasushi Takagi (Yasu): Tomomi Maruyama

Banda sonora
La pel·lícula va ajudar la Mika Nakashima elevar la seva carrera, amb el single "Glamorous Sky" (Composta per Hyde, vocalista de L'Arc-en-Ciel).
Cançons
- Glamorous sky, interpretada per Mika Nakashima. Tema de la 1a pel·lícula.
- Endless story, interpretada per Yuna Ito. Tema de la 1a pel·lícula.

#### Nana 2
Va ser anunciada poc després de la primera pel·lícula. El 4 d'agost del 2006, Toho anuncia que la filmació començaria a una mitjans de setembre i la pel·lícula sortiria el 9 de desembre del 2006. Aoi Miyazaki i Ryuhei Matsuda no van continuar amb els seus papers respectius de Nana Komatsu i Ren Honjo. Aquests papers van ser assignats a Yui Ichikawa i a Nobuo Kyou, respectivament.
Dos nous temes van ser llançats per Nana, protagonitzada per Mika Nakashima (Hitoiro) i Reira protagonitzada per Yuna Itō (Truth).
Mika Nakashima és un dels membres confirmats del repartiment, així com Yuna Itō, que havia confirmat recentment que ella seguiria amb el seu paper de Reira en la pròxima pel·lícula.
Repartiment
- Nana Komatsu: Yui Ichikawa
- Nana Osaki: Mika Nakashima
- Ren Honjo: Nobuo Kyou
- Ichinose Takumi : Tetsuji Tamayama
- Shinichi "Shin" Okazaki: Kanata Fong
- Nobuo "Nobu" Terashima: Hiroki Narimiya
- Reira Serizawa: Yuna Ito

Banda sonora
NANA 2 va continuar amb les artistes Mika Nakashima i Yuna Itō, llançant els singles Hitoiro per Mika Nakashima com Nana i Truth amb Yuna Itō com Riera.
A les pel·lícules les cançons també tenen un paper important, però les solistes estan interpretades per Yuna Ito (Reira) i Mika Nakashima (Nana Osaki).
Cançons
- Hitoiro, interpretada per Mika Nakashima. Tema de la 2a pel·lícula.
- Truth, interpretada per Yuna Ito. Tema de la 2a pel·lícula.

### Anime
Nana s'ha adaptat a l'anime, va ser dirigida per Morio Asaka i animada per l'estudi Madhouse. Les cançons del primer opening i del tercer ending són interpretades per Anna Tsuchiya com a Nana Osaki, i l'Olivia Lufkin interpreta el segon opening i primer ending com a Leyla. Té 47 capítols (més tres especials compiladors).
Es va emetre en català al canal 3XL.

#### Banda sonora
La música és un factor important de la sèrie, perquè bona part de la trama gira entorn el grup de música del qual forma part la Nana Ôsaki (els Black Stones) i el grup rival (els Trapnest).
A l'anime, els openings i endings els interpreten les solistes d'aquests dos grups, i són, suposadament, temes propis de llur repertori.
Al llarg de la sèrie, les cançons d'entrada i de sortida es van repetint, sonen en alguns capítols i tenen rellevància en el desenvolupament de la sèrie. Aquestes cançons sonen en versions diferents, algunes de més perfeccionades que altres, i d'altres en versió de concert en directe. També sonen altres cançons que són pròpies dels dos grups.
Openings
1. Rose (Capítol 1 al 21 i ending del capítol 9). Anna Tsuchiya en el paper de Nana Ôsaki.
2. Wish (Capítol 22 al 36). Olivia en el paper de Reira.
3. Lucy (Capítol 37 al 47). Anna Tsuchiya en el paper de Nana Ôsaki.

Endings
1. A little pain (Capítol 1 al 8, del 10 al 18 i el 41). Olivia en el paper de Reira.
2. Starless night (Capítol 19 al 29 i el 42). Olivia en el paper de Reira.
3. Kuroi namida (Capítol 30 al 40 i el 47). Anna Tsuchiya en el paper de Nana Ôsaki.
4. Winter sleep (Capítols 43 i 44). Olivia en el paper de Reira.
5. Stand by me (Capítols 45 i 46). Anna Tsuchiya en el paper de Nana Ôsaki.

Altres cançons internes
1. Zero (Capítol 4). Anna Tsuchiya en el paper de Nana Ôsaki.
2. Recorded butterflies (Capítol 18). Olivia en el paper de Reira.
3. Shadow of love (Capítol 18). Olivia en el paper de Reira.

### Videojocs
Nana té un videojoc per la PS2, el joc va ser produït per Konami i posat a la venda el 17 de març del 2005. El joc de PSP Nana: Puja wa Daimaou no Omichibiki!? (NANA すべては大魔王のお導き!?) va sortir a la venda el 6 de juliol del 2006.
Un videojoc per Nintendo DS, NANA: Live Staff Daiboshuu! Shoshinsha Kangei va sortir el 27 de juny del 2007.

## Crítica
Els divulgadors Estrada i Bernabé van incloure Nana a la seva selecció de mangues del llibre 501 mangas que leer en español (Norma Editorial, 2019). Segons els autors, el manga «no és una història fàcil ni educadora, i es troba a les antípodes del típic shojo embullós pensat per romàntiques adolescents japoneses». No obstant, segons els autors, aquest seria precisament el motiu pel qual el manga ha aconseguit transcendir de la seva demografia originària, arribant a un públic molt més ampli.